# Лікар і жінка
«Лікар і жінка (англ. The Doctor and the Woman)» — загублений американський детективний німий фільм 1918 року режисерів Філіпса Смоллі та Лоїса Вебер. У ньому зіграли Мілдред Гарріс і Тру Бордман, а продюсерами його виступили Вебер і Universal Film Manufacturing Company як Jewel Production. Universal розповсюджувала фільм. Фільм заснований на романі Мері Робертс Райнхарт 1915 року «К».

## У ролях
- Мілдред Гарріс — Сідні Пейдж
- Тру Бордман — «K»
- Алан Роско — доктор Макс Вілсон
- Зелла Колл — Карлотта
- Карл Міллер — Джо Драммонд
- Естер Ралстон